# Trần Huy Quang
Trần Huy Quang (9 tháng 1 năm 1943 – 15 tháng 12 năm 2022) là một cựu quân nhân, phóng viên, biên tập viên, nhà văn Việt Nam. Ông là một trong những nhà văn tiêu biểu của văn học Việt Nam trong giai đoạn đổi mới.